# Anna-Greta Krigström
Anna-Greta Krigström, född 3 augusti 1917 i Sundsvall, död 2 juni 1961 i Gustav Vasa församling, Stockholm, var en svensk skådespelare.
Krigström var engagerad i fem år hos Ragnar Klange från 1937 och hade sitt första större framträdande i Folketshusrevyn 1939. Hon hade även roller i revyerna på Södra teatern och på Odéonteatern i Stockholm. Hon filmdebuterade 1941 i Emil A. Lingheims Soliga Solberg och kom att medverka i sammanlagt tolv filmer fram till och med 1952. Hennes likhet med Sickan Carlsson var ofta besvärande för henne.
Krigström spelade även operett hos Programbolaget och hade en av huvudrollerna i musikalen Annie Get Your Gun. 1960 uppträdde hon på restaurang Tyrol på Gröna Lund.
Hon är begravd på Sundsvalls Gustav Adolfs kyrkogård.

## Filmografi
- 1941 – Soliga Solberg
- 1942 – Kvinnan tar befälet
- 1942 – Det är min musik
- 1943 – Professor Poppes prilliga prillerier
- 1944 – Som folk är mest
- 1944 – Hemsöborna
- 1945 – Pettersson & Bendels nya affärer
- 1946 – Brita i grosshandlarhuset
- 1946 – Hotell Kåkbrinken
- 1947 – Lata Lena och blåögda Per
- 1949 – Gatan
- 1952 – Snurren direkt (klippfilm)

## Teater

### Roller
| År   | Roll        | Produktion                                                         | Regi                        | Teater                      |
| ---- | ----------- | ------------------------------------------------------------------ | --------------------------- | --------------------------- |
| 1943 | Medverkande | Glitter och gliringar, revy Ch. Henry och Einar Molin              | Gideon Wahlberg             | Odéonteatern, Stockholm     |
| 1944 | Medverkande | Bröderna Rims sagor, revy Ch. Henry och Einar Molin                | Gideon Wahlberg             | Odéonteatern, Stockholm     |
| 1944 | Medverkande | Hoppla, vi lär er, revy Ch. Henry och Einar Molin                  | Helge Hagerman              | Odéonteatern, Stockholm     |
| 1945 | Medverkande | Stan hela dan, revy Ch. Henry och Einar Molin                      | Helge Hagerman              | Odéonteatern, Stockholm     |
| 1945 | Medverkande | 6X9, revy Ch. Henry, Karl-Ewert och Fritz Gustaf                   | Gösta Jonsson Werner Ohlson | Odéonteatern, Stockholm     |
| 1946 | Medverkande | Lustiga vershuset, revy Charles Henry, Karl-Ewert och Fritz Gustaf | Gösta Jonsson Werner Ohlson | Odéonteatern, Stockholm     |
| 1956 |             | Tolvan Alf Henrikson                                               | Karl-Erik Flens             | Boulevardteatern            |
| 1956 | Medverkande | En sån cigarr, revy Rune Moberg                                    | Per Edström                 | Boulevardteatern            |
| 1959 |             | Julia tar hem potten Ingmar Billow och Stig Browall                | Stig Browall                | Tantolundens friluftsteater |